# Impact (Teksas)
Impact – miasto w Stanach Zjednoczonych, w stanie Teksas, w hrabstwie Taylor.